# 粗节箭竹
粗节箭竹（学名：Fargesia crassinoda）为禾本科箭竹属下的一个种。

## 扩展阅读
- 維基物種上的相關：粗节箭竹